# Telechrysis tripuncta
Telechrysis tripuncta — вид лускокрилих комах родини плоских молей (Depressariidae).

## Поширення
Вид поширений в більшій частині Європи.

## Опис
Розмах крил 26-32 мм. Метелики мають три бліді рівномірно розташовані плями на кожному передньому крилі.

## Спосіб життя
Метелики літають у травні і червні. Личинки живляться мертвою або гнилою деревиною.